# Граупнер, Кристоф

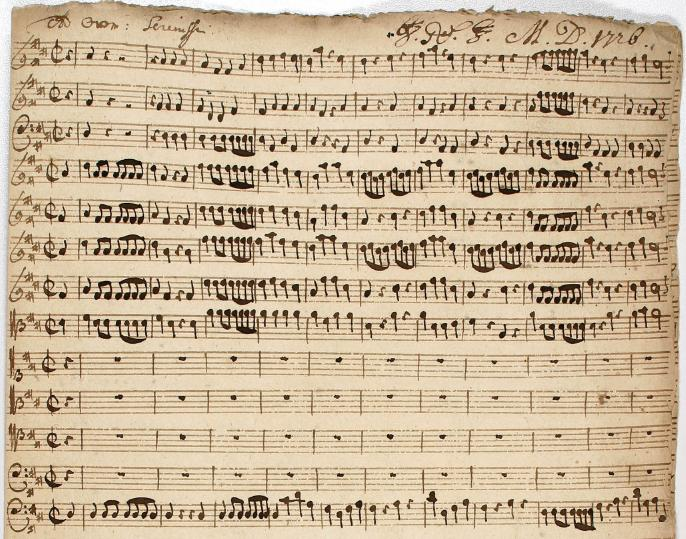
Партитура кантаты Граупнера ко дню рождения курфюрста. 1726 год.

Кри́стоф Гра́упнер (нем. Christoph Graupner, 13 января 1683, Хартмансдорф близ Кирхберг — 10 мая 1760, Дармштадт) — немецкий композитор и капельмейстер.

## Биография
Учился музыке в школе при Томаскирхе в Лейпциге у И. Кунау и И. Шелле, вместе с И. Ф. Фашем и И. Д. Хайнихеноам. В 1705 году устроился клавесинистом в оркестр гамбургской оперы, которым руководил Р. Кайзер и где в то время служил также Г. Ф. Гендель. В 1711 году возглавил дворцовую капеллу гессен-дармштадтского ландграфа Эрнста-Людвига. В 1715 году капелла (из-за нехватки средств) была распущена, но Граупнер сохранил пост капельмейстера до конца жизни. В 1723 году выиграл конкурс на должность кантора Томаскирхе в Лейпциге, но после того, как ландграф согласился поднять ему жалование, отказался от поста, рекомендовав вместо себя Иоганна Себастьяна Баха. В 1754 году Граупнер ослеп. 
После смерти композитора его наследие стало предметом судебного спора между его родственниками и ландграфом. Бывший наниматель отстоял права на весь архив Граупнера, благодаря чему его сочинения сохранились практически в полном объеме.

## Произведения
В обширном творческом наследии Граупнера (около 2000 произведений) основное место занимают церковные кантаты, которые композитор начал активно писать после ликвидации дворцовой капеллы в Дармштадте. Всего перу Граупнера принадлежат 1418 церковных и 24 светских кантат. Кроме того, он написал 8 опер, 113 симфоний, 80 оркестровых «увертюр» (сюит), 44 концерта для различных инструментов с оркестром, камерные ансамбли, в том числе 36 сонат для различных инструментов. В XXI веке продолжают исполняться (помимо небольших кантат) оркестровые сюиты Граупнера (популярна пьеса «Le Desire» – «Желанный» – из сюиты F-dur GWV 445), клавирные партиты, в том числе из большого сборника «Ежемесячные клавирные плоды» («Monatliche Clavier-Früchte»; 12 партит по числу месяцев). Популярна чакона из клавирной партиты A-dur, GWV 149/9.
Сочинения Граупнера идентифицируются по тематико-систематическому каталогу под редакцией Освальда Билля (принятое сокращение GWV). Каталог, опубликованный в четырёх томах в 2005–2018 годах, содержит систематические описания всех инструментальных сочинений Граупнера и большую часть его духовной вокальной музыки. По словам издателя, продолжение каталога в книжной форме «не гарантируется». Интересующихся отправляют на официальный веб-сайт композитора.

## Каталог произведений Граупнера
- Thematisches Verzeichnis der musikalischen Werke. Graupner-Werke-Verzeichnis. GWV – Instrumentalwerke / hrsg. v. Oswald Bill und Christoph Großpietsch. Stuttgart: Carus 2005. 400 Seiten. ISBN 978-3-89948-066-5.
- Thematisches Verzeichnis der musikalischen Werke. Graupner-Werke-Verzeichnis. GWV – Geistliche Vokalwerke. Kirchenkantaten 1. Advent bis 5. Sonntag nach Epiphanias / hrsg. v. Oswald Bill. Stuttgart: Carus 2011. 788 Seiten. ISBN 978-3-89948-159-4.
- Thematisches Verzeichnis der musikalischen Werke. Graupner-Werke-Verzeichnis. GWV – Geistliche Vokalwerke. Kirchenkantaten Septuagesimä bis Ostern / hrsg. v. Oswald Bill. Stuttgart: Carus 2015. 846 Seiten. ISBN 978-3-89948-240-9.
- Thematisches Verzeichnis der musikalischen Werke. Graupner-Werke-Verzeichnis. GWV – Geistliche Vokalwerke. Quasimodogeniti bis 3. Pfingsttag / hrsg. v. Oswald Bill. Stuttgart: Carus 2018. 584 Seiten. ISBN 978-3-89948-400-7.